# 藏布鳞毛蕨
藏布鳞毛蕨（学名：Dryopteris redactopinnata）为鳞毛蕨科鳞毛蕨属下的一个种。